# Smolinci
Smolinci este o localitate din comuna Cerkvenjak, Slovenia, cu o populație de 200 de locuitori.